# Dosser arbori

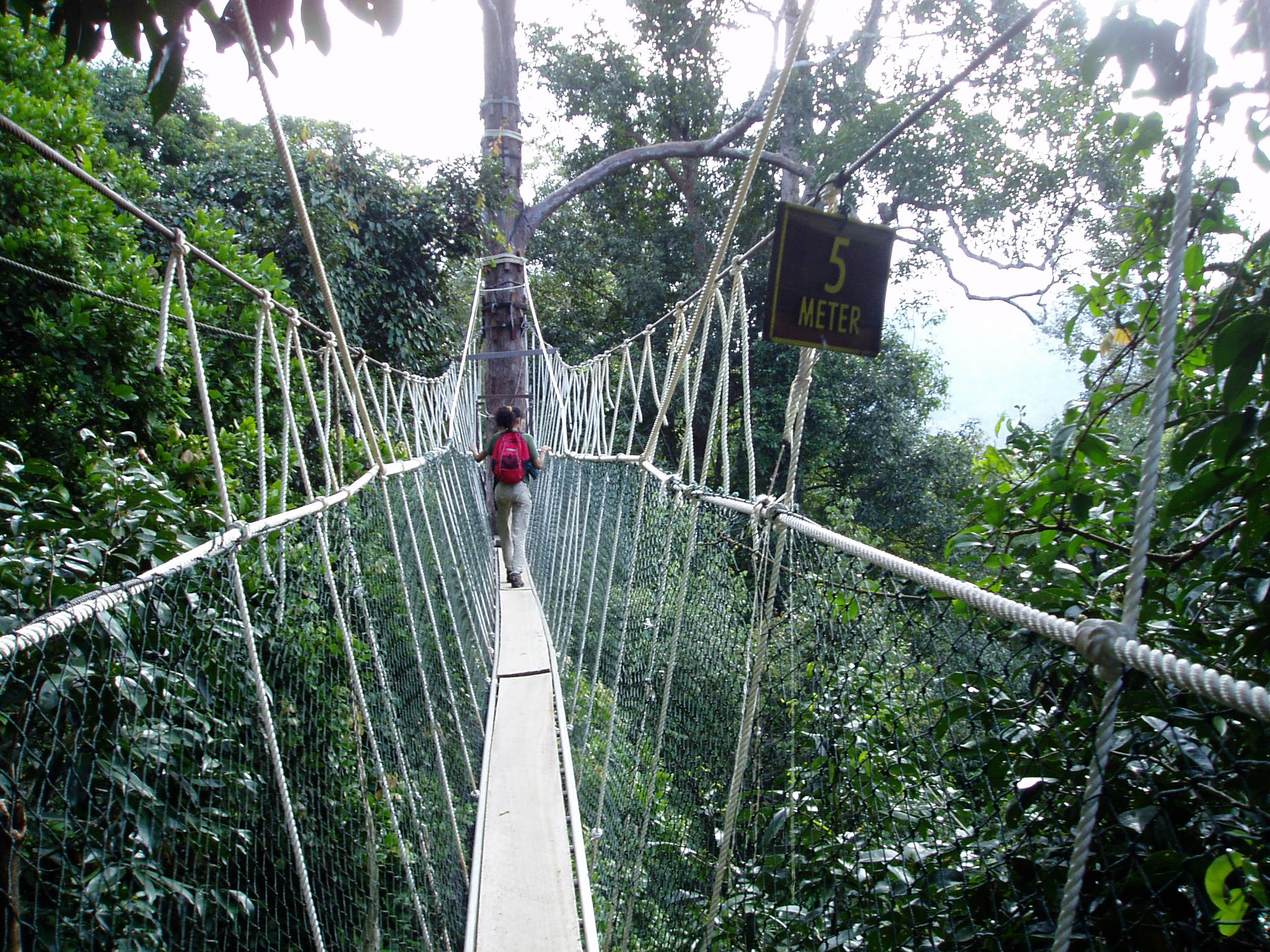
Passera penjada a nivell del dosser arbori

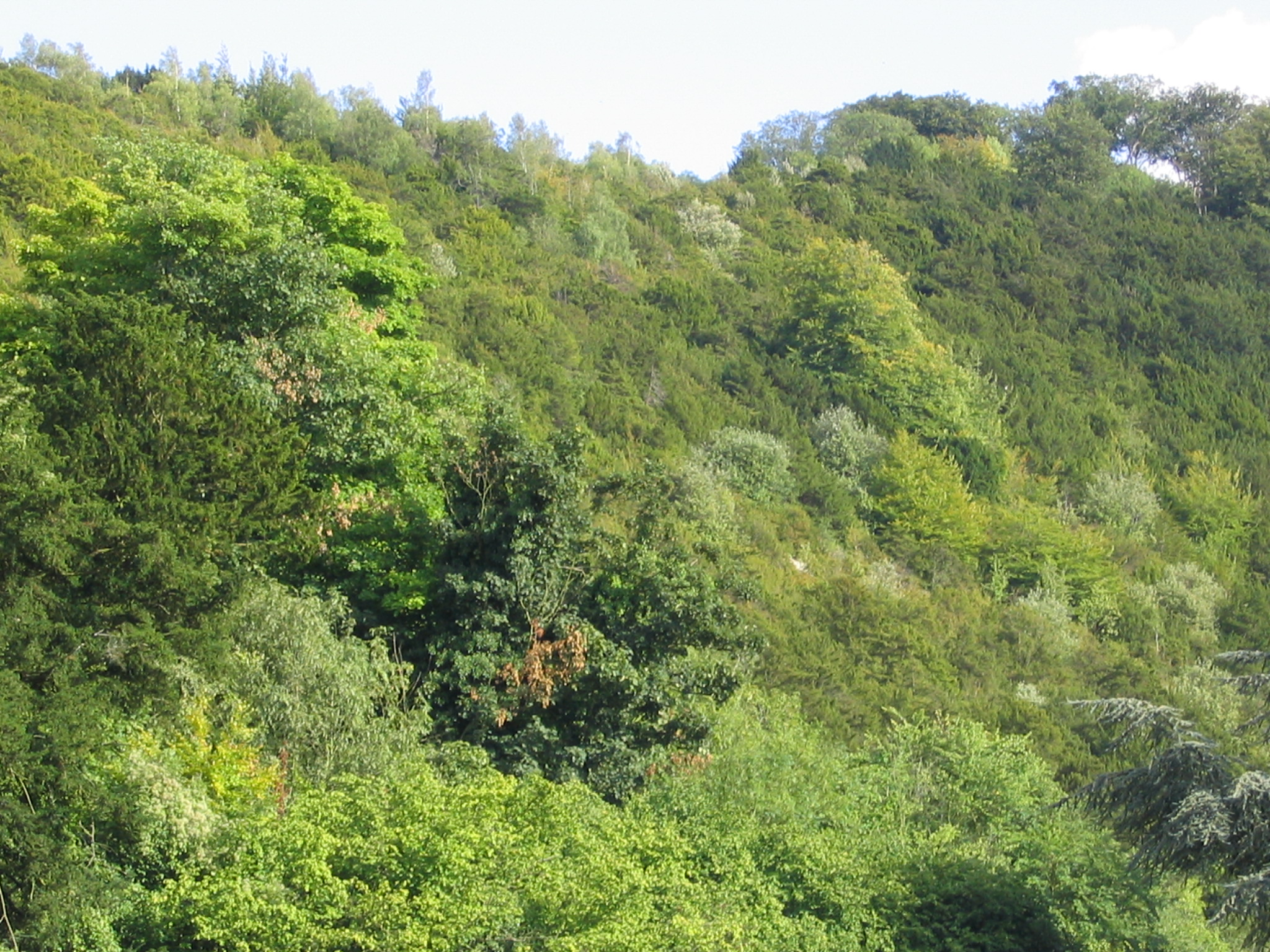
Exemple de dosser arbori de plantació de boscos temperats sobre pendent, al Regne Unit (Box Hill)

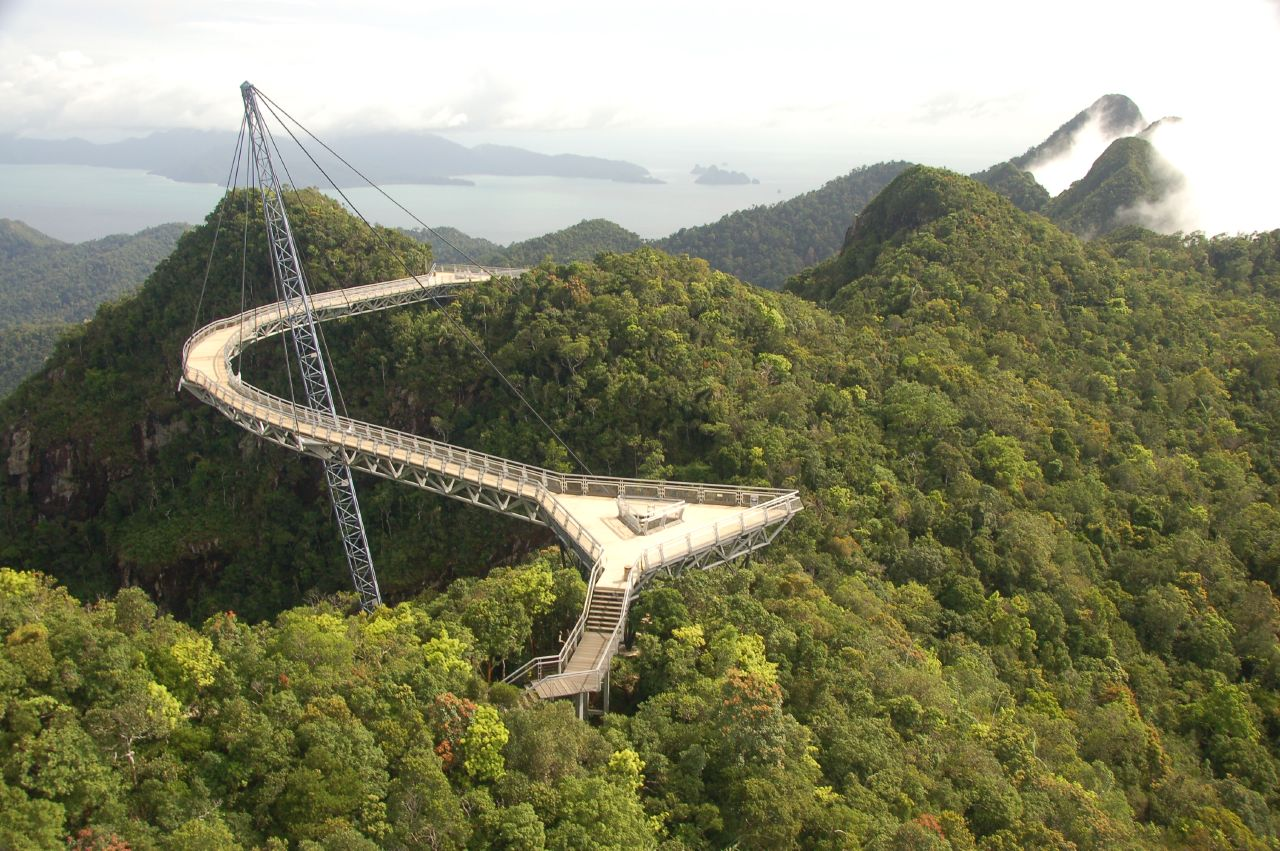
Pont del cel, que permet descobrir el dosser arbori de Langkawi

El dosser arbori o cobricel arbori és l'estrat superior del bosc, directament influenciat pel raig de sol. De vegades, és considerat com un hàbitat o un ecosistema com a tal, sobretot en els boscos tropicals, on és especialment ric en biodiversitat i productivitat biològica.

## Medi ambient i hàbitat
Generalment situat a diverses desenes de metres d'alçada, el dosser arbori forma un estrat superior d'alguns metres de gruix on es troba més d'un 80% del fullatge dels arbres. És allà on la major part de l'energia solar és captada (més del 95%) i un 30% de les precipitacions són absorbides pel fullatge. S'hi troba igualment una fauna abundant i particular. Les expedicions de Francis Hallé i d'altres han ensenyat que les plantes hi sintetitzen moltes més molècules complexes que a nivell del sòl o a l'ombra dels arbres. És un camp nou de recerca per a la farmacopea i la comprensió de l'ecologia forestal. El dosser arbori tendeix a ser utilitzat per totes les menes de boscos i, fins i tot, per a designar la part flotant de les formacions marines d'algues gegants (o kelp). Se substitueix pel terme volta forestal quan se suggereix una posició baixa de l'observador.
L'exploració per avió, helicòpter o fins i tot amb aviació ultralleugera no permet més que un breu vol del dosser arbori. Actualment diversos projectes d'exploració biozoològica es despleguen en aquest medi encara poc conegut, a conseqüència de la seva inaccessibilitat relativa. Entre els mitjans d'exploració, a més a més d'un projecte que utilitza grues, o l'exploració tradicional per grimpadors amb mitjans adaptats de l'escalada, es pot citar la utilització de diversos tipus d'aeròstats:
- L'AS 300, un dirigible que transporta un rai pels cims.
- La bombolla dels cims, una pilota d'heli monoplaça que es desplaça al llarg d'una corda instal·lada sobre el dosser arbori.
- L'arboglisseur, un globus rozière motoritzat que pot transportar dos científics a més a més del pilot.

El dosser arbori és caracteritzat per una màxima exposició de llum solar i un microclima molt particular. Les temperatures registrades són fortament influenciades, principalment pel seu color, el grau d'evapotranspiració vinculat a l'estació, l'hora, la llum solar i la biomassa foliar en activitat (fotos infraroges de les vores de coníferes, normalment plenes d'agulles o defoliades per insectes, presenten una diferència de temperatura molt gran entre aquestes dues situacions).

## Dosser arbori i«receptors de carboni»
El dosser arbori com a principal ecotò (transició entre el bosc i l'atmosfera assolellada) té un paper important en el cicle (no marí) del carboni i en al paper de receptor de carboni dels boscos (sobretot a l'Amazònia).

A tall d'exemple, segons el Servei Forestal dels Estats Units, només els boscos dels Estats Units absorbeixen i emmagatzemen aproximadament 750 milions de tones de CO₂ cada any. 
L'optimització d'aquest segrest de carboni, més o menys durador per la gestió adequada dels recursos forestals és un component important en les estratègies contra l'escalfament global (receptors de carboni, mitigació del canvi climàtic), perquè els resultats en cas d'incendis, defoliació, les epidèmies que poden arribar als arbres, la tala d'arbres, la sequera, etc., poden ser més o menys negatius temporalment en termes d'absorció de carboni.
- A l'Amazònia central, en temps normal i allà on el bosc no ha estat tocat, la producció primària bruta n'és elevada (30 tones de carboni per hectàrea i anualment),[6][7] amb 3 mesos d'estació seca, en què aquesta productivitat és menor. L'acompliment en termes de recepció de carboni sembla estar relacionat amb el contingut d'aigua del sòl: on el sòl està protegit del sol i es manté a una temperatura relativament constant, no mostra l'estacionalitat de la respiració (del sòl).[8] No obstant això, s'hi han observat canvis en el balanç de carboni en els últims decennis.[9]
- A altes latituds, als boscos circumpolars, una part dels efectes del llarg hivern és compensada pel fotoperíode estival allargat (efecte sol de mitjanit) i per la presència de les torberes que formen igualment pous de carboni importants. Els incendis i els episodis de defoliacions poden fortament interferir amb la mitjana d'absorció del CO₂.
- A la zona temperada, la situació és intermèdia, però amb efectes antròpics locals molt més marcats;[10]

Avenços en el modelatge: des dels anys 1980, la mesura in situ i el modelatge de la fotosíntesi progressa, que anomena a les espècies C3 (inclosos arbres) que fixen menys carboni per kg. de fulla que les espècies esmentades al C4 (canya de sucre, per exemple). Des de mitjans de 1990, va tractar d'identificar i anticipar (i model), específicament la "«empremta de carboni»" dels ecosistemes terrestres, i en particular dels boscos o del seu canopée sobre grans extensions. Això sobretot per a ajudar a quantificar les mesures compensatòries de tipus receptor de carboni destinades a compensar les emissions de CO₂ per limitar el canvi climàtic.
Un equip de biòlegs, agrònoms i guardaboscos va presentar el 2010 un model informàtic traduït en un programa informàtic anomenat «Canopy Conductance Constrained Carbon Assimilation (4C-A) model». És destinat -sobre la base d'alguns paràmetres de caracterització de l'estat i del funcionament d'un dosser arbori- a predir quan aquesta última es farà generadora neta de carboni en lloc de ser «receptor de carboni». Aquest model és regional; ha estat produït a partir de l'estudi dels intercanvis i balanços gasosos de la part fotosintètica de boscos mixtos (roures i pinedes dominants) de Nova Jersey.
Els resultats del model calibrat han estat conforme a un 15%, properes de les estimacions realitzades per 3 altres tècniques, donant com a mitjana estacional per la població tipus d'aquesta regió aproximadament 1.240 grams de carboni absorbit per metre quadrat de dosser arbori i anualment.
L'equip va utilitzar aleshores el model 4C-A per considerar les taxes d'absorció de la temporada per a l'any 2007 en una àrea on els arbres estaven sense fulles per complet durant 2 o 3 setmanes durant una plaga d'erugues defoliadors (erugues d'una papallona Lymantriidae, va introduir i es converteixen en invasores a Amèrica del Nord). Aquesta infestació es va produir quan la població arriba a la seva absorció normal de bec estacional de carboni. En aquest model, al final de la infestació, les accions de la temporada s'havia reduït en un 25% sobre els 940 grams de carboni absorbit per metre quadrat de superfície coberta. Aquesta baixada significa que sobre aquest indret, la vegetació enarborada ja no era un receptor de carboni, però emetia en l'aire més Co₂ del que n'havia absorbit.
Aquest "efecte" hauria de ser matisat, ja que aquest tipus de defoliació (forta pèrdua de fulles dels arbres) permet la il·luminació del sòl i, per tant, una activitat més important de l'estrat herbaci, que es beneficia d'un millor accés a la llum solar i, possiblement d'un accés millor a l'aigua (un arbre defoliat gairebé no no bomba més aigua). A més a més, passa sovint en períodes d'estrès hídric o després d'aquest període, i la defoliació sembla permetre una certa recàrrega d'aigua del sòl superficial.